# Esquerra Unida d'Aragó
Esquerra Unida d'Aragó (en aragonès Ezquierda Unida d'Aragón) és la federació regional del partit polític espanyol Izquierda Unida en la Comunitat Autònoma d'Aragó.

## Història
La federació aragonesa d'Esquerra Unida procedeix de la coalició de les diverses federacions regionals del PCE, PASOC, IR, Partit Carlista, etc., aprofitant la inèrcia de la mobilització tant de la ciutadania com dels partits i organitzacions d'esquerres contra l'OTAN en 1986. El nom que va adquirir originàriament la federació aragonesa va ser Convergència Alternativa d'Aragó-Esquerra Unida -CAA-IU-, posteriorment va adoptar la denominació actual d'Esquerra Unida d'Aragó -IUA-.
Durant els anys 90 va sofrir una crisi interna a causa de l'enfrontament entre el sector afí al PCA, que s'oposava a col·laborar amb el PSOE, i els seus opositors del corrent Nova Esquerra, que van acabar constituint (seguint la dinàmica nacional) el partit PDNI, escindint-se d'Esquerra Unida, i integrant-se en el PSOE com a corrent intern.

## Coordinadors generals
| Període         | Coordinador General  |
| --------------- | -------------------- |
| 1986-1989       | Carlos García        |
| 1989-1992       | Adolfo Burriel       |
| 1992-1994       | Francisco Mendi      |
| 1994-1998       | Miguel Ángel Fustero |
| 1998-2000       | Jesús Lacasa         |
| 2000-2002       | Luis Laviña          |
| 2002-Actualitat | Adolfo Barrena       |

## Resultats electorals

### Corts d'Aragó
| Any  | Líder                | Vots   | %         | Escons | +/– | Govern        |
| ---- | -------------------- | ------ | --------- | ------ | --- | ------------- |
| 1987 | Antonio de las Casas | 31,352 | 4.90 (#5) | 2 / 67 | 1   | Oposició      |
| 1991 | Adolfo Burriel       | 41,367 | 6.74 (#4) | 3 / 67 | 1   | Oposició      |
| 1995 | Miguel Ángel Fustero | 64,685 | 9.20 (#4) | 5 / 67 | 2   | Oposició      |
| 1999 | Jesús Lacasa         | 25,040 | 3.86 (#5) | 1 / 67 | 4   | Oposició      |
| 2003 | Adolfo Barrena       | 21,795 | 3.06 (#5) | 1 / 67 | =   | Oposició      |
| 2007 | Adolfo Barrena       | 27,440 | 4.08 (#5) | 1 / 67 | =   | Oposició      |
| 2011 | Adolfo Barrena       | 41,874 | 6.16 (#5) | 4 / 67 | 3   | Oposició      |
| 2015 | Patricia Luquin      | 28,184 | 4.22 (#7) | 1 / 67 | 3   | Oposició      |
| 2019 | Álvaro Sanz          | 22,229 | 3.32 (#8) | 1 / 67 | =   | Suport extern |
| 2023 | Álvaro Sanz          | 20,959 | 3.13 (#7) | 1 / 67 | =   | Oposició      |

### Corts Generals
| Any       | Aragó            | Aragó            | Aragó   | Aragó    | Aragó   | Aragó    | Aragó |
| Any       | Congrés          | Congrés          | Congrés | Congrés  | Congrés | Senat    | Senat |
| Any       | Vots             | %                | Pos.    | Diputats | +/–     | Senadors | +/–   |
| --------- | ---------------- | ---------------- | ------- | -------- | ------- | -------- | ----- |
| 1986      | 22.488           | 3,42%            | 5è      | 0 / 13   | =       | 0 / 12   | =     |
| 1989      | 64.200           | 9,82%            | 4t      | 1 / 13   | 1       | 0 / 12   | =     |
| 1993      | 73.820           | 9,78%            | 4t      | 1 / 13   | =       | 0 / 12   | =     |
| 1996      | 70.755           | 9,25%            | 3r      | 0 / 13   | 1       | 0 / 12   | =     |
| 2000      | 25.395           | 3,56%            | 5è      | 0 / 13   | =       | 0 / 12   | =     |
| 2004      | 21.836           | 2,85%            | 5è      | 0 / 13   | =       | 0 / 12   | =     |
| 2008      | 21.816           | 2,88%            | 5è      | 0 / 13   | =       | 0 / 12   | =     |
| 2011      | Coalició IU-CHA  | Coalició IU-CHA  | 3r      | 1 / 13   | 1       | 0 / 12   | =     |
| 2015      | 45.199           | 6,22%            | 5è      | 0 / 13   | 1       | 0 / 12   | =     |
| 2016      | Dins Units Podem | Dins Units Podem | 3r      | 0 / 13   | =       | 0 / 12   | =     |
| 2019 (I)  | Dins Units Podem | Dins Units Podem | 4t      | 0 / 13   | =       | 0 / 12   | =     |
| 2019 (II) | Dins Units Podem | Dins Units Podem | 4t      | 0 / 13   | =       | 0 / 12   | =     |
| 2023      | Dins Sumar       | Dins Sumar       | 4t      | 0 / 13   | =       | 0 / 12   | =     |

### Parlament Europeu
| Any  | Aragó            | Aragó            | Aragó |
| Any  | Vots             | %                | Pos.  |
| ---- | ---------------- | ---------------- | ----- |
| 1989 | 31.716           | 6,45%            | 4t    |
| 1994 | 78.653           | 13,93%           | 3r    |
| 1999 | 25.732           | 4,05%            | 5è    |
| 2004 | 14.740           | 3,09%            | 4t    |
| 2009 | 16.573           | 3,60%            | 3r    |
| 2014 | 43.326           | 9,71%            | 4t    |
| 2019 | Dins Units Podem | Dins Units Podem | 4t    |
| 2024 | Dins Sumar       | Dins Sumar       | 5è    |

### Eleccions municipals
| Any  | Vots   | %     | Escons     | +/- | Notes              |
| ---- | ------ | ----- | ---------- | --- | ------------------ |
| 1987 | 34.355 | 5,41  | 61 / 4.322 | 19  |                    |
| 1991 | 38.560 | 6,30  | 67 / 4.420 | 6   |                    |
| 1995 | 62.694 | 8,94  | 84 / 4.337 | 17  |                    |
| 1999 | 24.441 | 3,73  | 49 / 4.250 | 35  |                    |
| 2003 | 24.569 | 3,44  | 37 / 4.232 | 12  |                    |
| 2007 | 30.453 | 4,52  | 47 / 4.227 | 10  |                    |
| 2011 | 39.440 | 5,95  | 49 / 4.359 | 2   |                    |
| 2015 | 94.596 | 14.43 | 78 / 4.297 | 29  | Dades incloent ZGZ |
| 2019 | 45.342 | 6.82  | 61 / 4.155 | 17  | Dades incloent ZGZ |
| 2023 | 30.588 | 4.64  | 54 / 4.186 | 7   | Dades incloent ZGZ |